# Le Marchand De Bonheur
Le Marchand De Bonheur è il sesto EP della cantante franco-statunitense Joséphine Baker, pubblicato nel 1959.

## Tracce
1. Le Marchand De Bonheur
2. La Ballade Des Rues De Paris
3. Mon P'tit Bonhomme
4. Sag Beim Abschied Leise "Servus"